# 洛王街道
洛王街道，位于湖南省岳阳市岳阳楼区西部，2002年设置。街道办事处驻岳阳楼区冷水铺路。

## 建制沿革
- 1979年9月，在梅溪公社知青点的基础上组建北港知青综合场，简称知青场。
- 2002年，在原知青场的基础上新设洛王街道。

## 行政区划
洛王街道辖6个社区。
- 洛王社区、花园坡社区、藕塘坡社区、瑶塘坡社区、雷峰山社区、大桥湖社区